# Collegio di Terra Santa
Il Collegio di Terra Santa è un istituto scolastico di proprietà della Custodia di Terra Santa, con sede a Nicosia.

## Storia

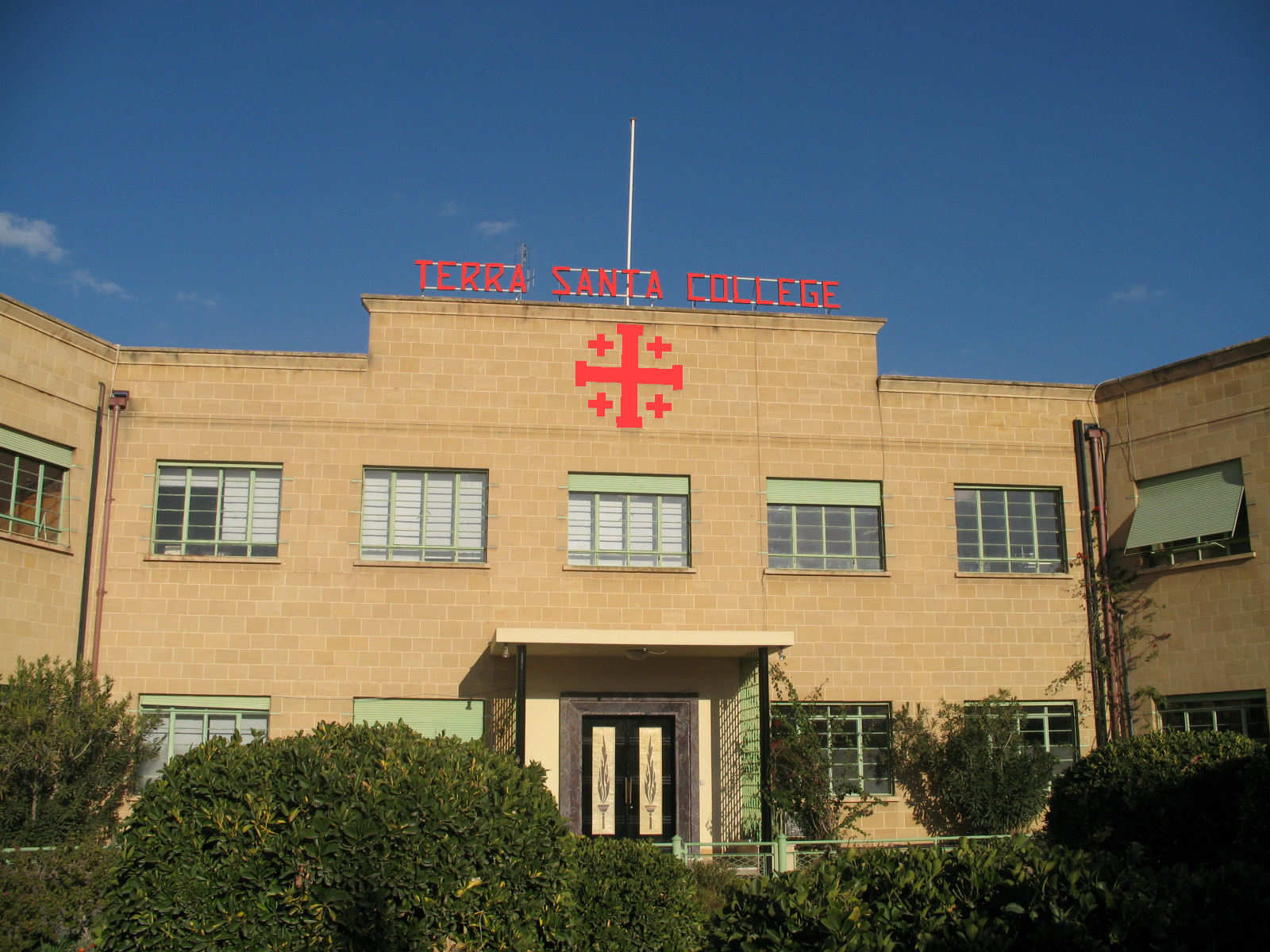
Collegio di Terra Santa

Nel 1641 la custodia di Terra Santa, dell'Ordine dei frati minori, fondò il Collegio di Terra Santa con lo scopo di coltivare i valori della Virtù, dello Studio e della Creazione (in latino, virtus, studium et creatio) mirando soprattutto al suo contributo concreto alla vita culturale del Paese.
Fin dall'inizio il Collegio operava come Scuola Primaria, mentre nel 1913 ha ampliato la propria offerta con la fondazione della Scuola Media Superiore. Nel 1970 iniziò la funzione della Scuola dell'Infanzia, così impostando la nostra scuola nella sua concreta forma attuale che comprende sia l'istruzione primaria che quella secondaria.
Il 28 gennaio 2013 l'Università di Cipro e il Collegio Terra Santa hanno instaurato un rapporto di collaborazione, con la firma del Protocollo d'Intesa, che fa del Collegio di Terra Santa la Scuola Sperimentale d'Istruzione Secondaria dell'Università di Cipro.

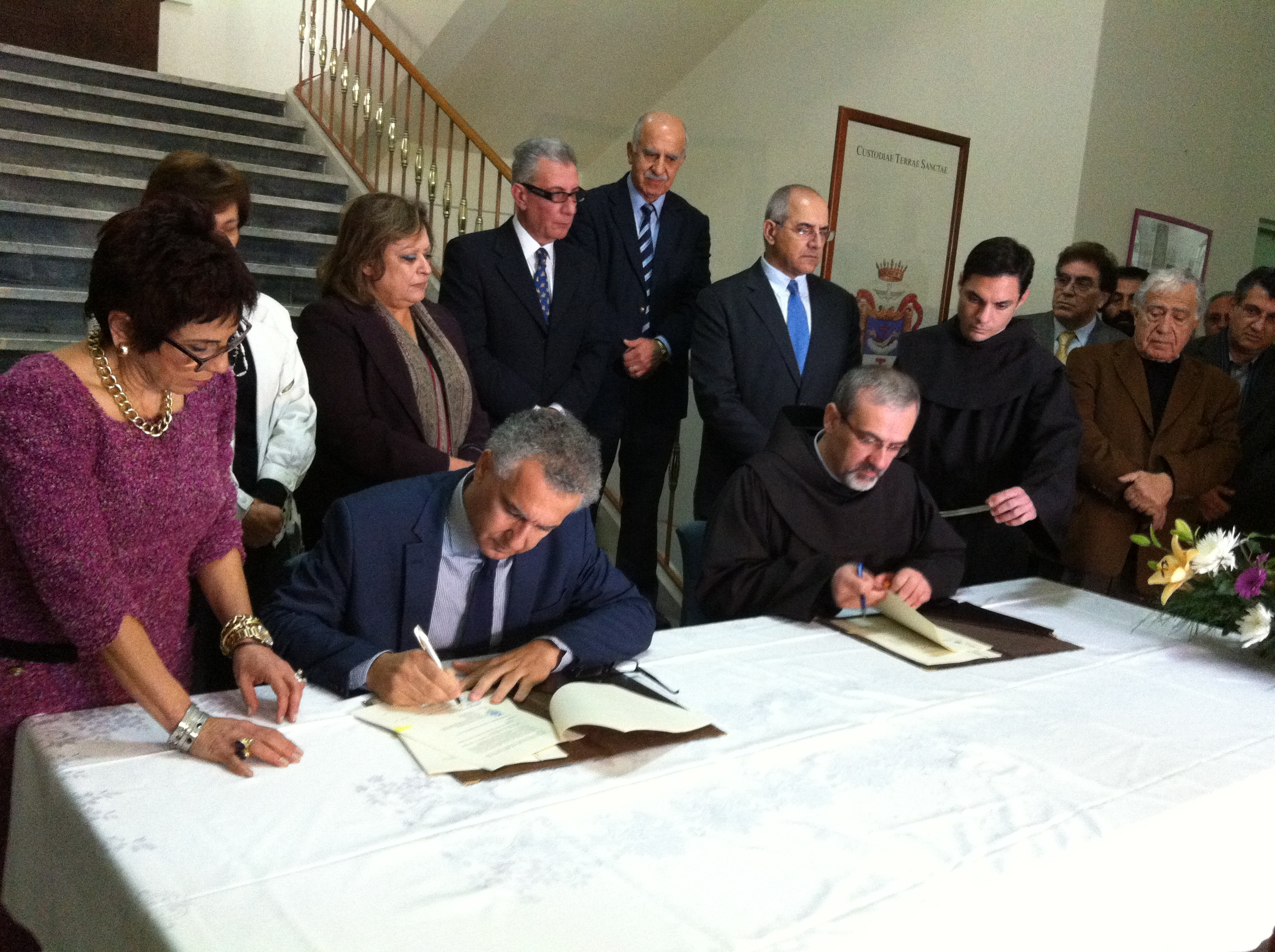
Firma dell'accordo con l'Università di Cipro